# Clone Wars Volume 5: The Best Blades

Clone Wars Volume 5: The Best Blades es un cómic recopilatorio basado en el Periodo de la Reforma de Ruusan, en el conflicto ficticio de las Guerras Clon del universo Star Wars. Es el quinto elemento de los nueve de la serie Clone Wars.
Publicado en inglés por la editorial Dark Horse el 24 de noviembre de 2004, recogía las historias de los cómics Republic 60-62 y 64 y Jedi - Dooku.

## Historia
Poco después de la batalla de Jabiim se continúa el hilo argumental de Clone Wars Volume 3: Last Stand on Jabiim. En el Senado comienzan a oírse voces contra los poderes que está acumulando Palpatine de la mano de senadores como Mon Mothma y Bail Organa.
Y tan pronto como se oyen estas voces y los murmullo de las derrotas republicanas estas son silenciadas. Igual que la propuesta de un Jedi de medir los midiclorianos de los senadores. El Lord Oscuro Darth Sidious debe silenciar a todos ellos antes de ser desenmascarado.
Mientras, en el lejano Rattatak, mundo natal de la acólita oscura separatista Asajj Ventress, Obi-Wan Kenobi y su compañero, el clon ARC Alpha, se enfrentan a toda clase de torturas y penurias en una prisión del planeta. Pero Ventress no podrá mantener a Kenobi preso mucho más tiempo y el vínculo con su padawan le será de gran ayuda al Maestro para huir.
Por otro lado el propio Maestro Yoda deberá intervenir en la guerra dentro de poco, un mundo de un viejo amigo está al borde de la secesión y dos Maestros Jedi han sido asesinados allí...

## Apartado Técnico
- Guionistas: John Ostrander, Haden Blackman, Jeremy Barlow
- Dibujantes: Tomás Giorello, Brandon Badeaux, Hoon (toque manga)